# Tirà crestat flamulat
El tirà crestat flamulat (Deltarhynchus flammulatus) és un ocell de la família dels tirànids (Tyrannidae) i única espècie del gènere Deltarhynchus.

## Hàbitat i distribució
Bosc decidu obert i matolls, a les terres baixes del vessant del Pacífic de l'oest de Mèxic des de Sinaloa cap al sud fins oest de Chiapas.